# Elsa Ehrich
Elsa Ehrich   (Bredereiche, 8 de març de 1914 - Lublin, 26 d'octubre de 1948) va ser una guardiana de les SS als camps de concentració nazis de Cracòvia-Płaszów i Majdanek durant la Segona Guerra Mundial. Jutjada a Lublin (Polònia) al judici Majdanek, va ser condemnada a mort per crims de guerra i penjada el 26 d'octubre de 1948.
Aufseherin (guardiana auxiliar) en el camp de Majdanek, va prendre part activa en les seleccions dels deportats destinats a les cambres de gas així com a les execucions. Va maltractar especialment als presoners sense salvar als nens. La seva companya hauria estat Hermine Braunsteiner, qui més tard va ser desnacionalitzada i extradida dels EUA a Alemanya.

## Biografia
Nascuda a Bredereiche al Land de Brandenburg, va treballar en un escorxador. El 15 d'agost de 1940 es va oferir voluntària per treballar al Camp de concentració de Ravensbrück com a guardiana de les SS. A partir de 1941 Ehrich es va convertir en SS- Rapportführerin. L'octubre de 1942, va ser traslladada a Majdanek, prop de Lublin, on va ser ascendida a SS- Oberaufseherin. Ehrich participa activament en les execucions dels milers de presoners (inclosos a les cambres de gas), a la secció de dones i nens del camp.
Durant els 34 mesos de funcionament del camp, més de 79.000 presoners van ser assassinats al camp principal (59.000 d'ells eren jueus polonesos) i entre 95.000 i 130.000 persones van morir a tots els subcamps de Majdanek.
El 3 de novembre de 1943, uns 18.000 jueus van ser assassinats a Majdanek; aquesta massacre de l'Holocaust es va anomenar Aktion Erntefest (un total de 43.000 persones van ser executades incloent els dos subcamps).
El febrer de 1943, Ehrich va ser diagnosticada de febre tifoide a causa de les condicions de vida al camp., El 5 d'abril de 1944 va servir com a aufseherin al camp de concentració de Cracòvia-Płaszów, i del juny de 1944 a l'abril de 1945 va ser assignada a Neuengamme. Després de la guerra, va aconseguir fugir, però va ser arrestada a Hamburg el maig de 1945 i empresonada al camp de criminals de guerra PWE29 a Dachau, on va compartir la cel·la amb Maria Mandel. Transferida a les autoritats poloneses, Ehrich va comparèixer el 1948 davant el tribunal de districte de Lublin durant el segon judici Majdanek, on va ser acusada de crims de guerra i crims contra la humanitat.
Ehrich va ser declarada culpable d'aquests càrrecs i va ser condemnada a mort a la forca el 10 de juny de 1948. Després de l'anunci del veredicte, demana clemència en considerar que té un net, alhora que vol expiar la seva culpa; petició que serà rebutjada pel president Bierut. Ehrich és executada el 26 d'octubre de 1948 a la presó de Lublin.